# Austrothaumalea spinosa
Austrothaumalea spinosa är en tvåvingeart som beskrevs av Günther Theischinger 1986. Austrothaumalea spinosa ingår i släktet Austrothaumalea och familjen mätarmyggor. Inga underarter finns listade.